# Kilian Wisłocki
Kilian Wisłocki herbu Sas – kasztelan słoński w 1765 roku, stolnik trembowelski w latach 1756-1765, łowczy buski w 1756 roku. Ojciec Jana Teodora. 
Poseł na sejm 1756 roku z ziemi halickiej. Poseł na sejm 1762 roku z ziemi halickiej.